# Амадора
Амадо́ра (порт. Amadora; МФА: [ɐ.mɐ.ˈdo.ɾɐ]) — муніципалітет і місто в Португалії, в окрузі Лісабон. Розташований у західній частині країни, на теренах історичної португальської провінції Ештремадура. Належить до Лісабонського патріархату Католицької церкви в Португалії. Права міського самоврядування має з 1979 року. Поділяється на 6 парафій. За адміністративним поділом, чинним до 1976 року, був складовою провінції Ештремадура. Площа муніципалітету — 23,79 км², населення муніципалітету — 175136 ос. (2011); густота населення — 7361,75 осіб/км²
. Патрон — Діва Марія. Святковий день муніципалітету — 11 вересня. Поштовий індекс — 2700.  Код місцевої адміністративної одиниці — 1115. Складова статистичного регіону Лісабон.

## Географія
Амадора розташована на заході Португалії, на півдні округу Лісабон.
Амадора межує на заході й півночі з муніципалітетом Сінтра, на північному сході — з муніципалітетом Одівелаш, на південному сході — з муніципалітетом Лісабон, на півдні — з муніципалітетом Оейраш.

## Історія
Територія сучасної Амадори до 1909 року мала назву Пуркальота, коли місцеве населення звернулося до короля Карлуша І з проханням змінити назву на сучасну. З 1937 року стало селищем, а з 1979 — отримало статус міста, у тому ж році стає адміністративним центром однойменного району (муніципалітету). Сучасний адміністративний поділ місто набуло у 1997 році.

## Населення
Для населення Амадорського району характерним є наявність великої кількості вихідців із колишніх португальських колоній — Анголи та Кабо-Верде, які масово почали прибувати до Португалії у 70-х роках минулого століття. У місті також проживає одна з найбільших українських громад країни.
| 1981    | 1991    | 2001    | 2011    |
| 163 878 | 181 774 | 175 872 | 175 136 |

## Парафії
- Алфорнелуш
- Алфражіде
- Брандоа
- Бурака
- Венда-Нова
- Вентейра
- Дамайя
- Міна
- Реболейра
- Сан-Браш
- Фалагейра

## Економіка, побут, транспорт
Місто має добре розвинуту транспортну мережу, з'єднане з Лісабоном залізницею, автобусним сполученням, а з 15 травня 2004 року і метро — станції Синьої лінії Лісабонського метрополітену «Амадора-Еште» (порт. Amadora Este) та «Алфорнелуш» (порт. Alfornelos).
У найвищому дивізіоні Португалії з футболу місто представлене клубом «Ештрела», що в перекладі на українську мову означає «зірка». У 90-х роках 20 століття у клубі асистентом головного тренера працював відомий футбольний фахівець Жозе Моурінью.
У місті розташовані військова академія, вища школа театру та кіно, діє музей етнографії.
Щороку тут відбувається Міжнародний фестиваль коміксів (у 2008 році проходитиме 19-й за рахунком — з 24 жовтня по 9 листопада).

## Освіта
- Військова академія — окремий корпус.

## Уродженці
- Рубен Семеду (*1994) — португальський футболіст, захисник.
- Рубен Діаш (*1997) — відомий португальський футболіст, захисник.

## Галерея зображень

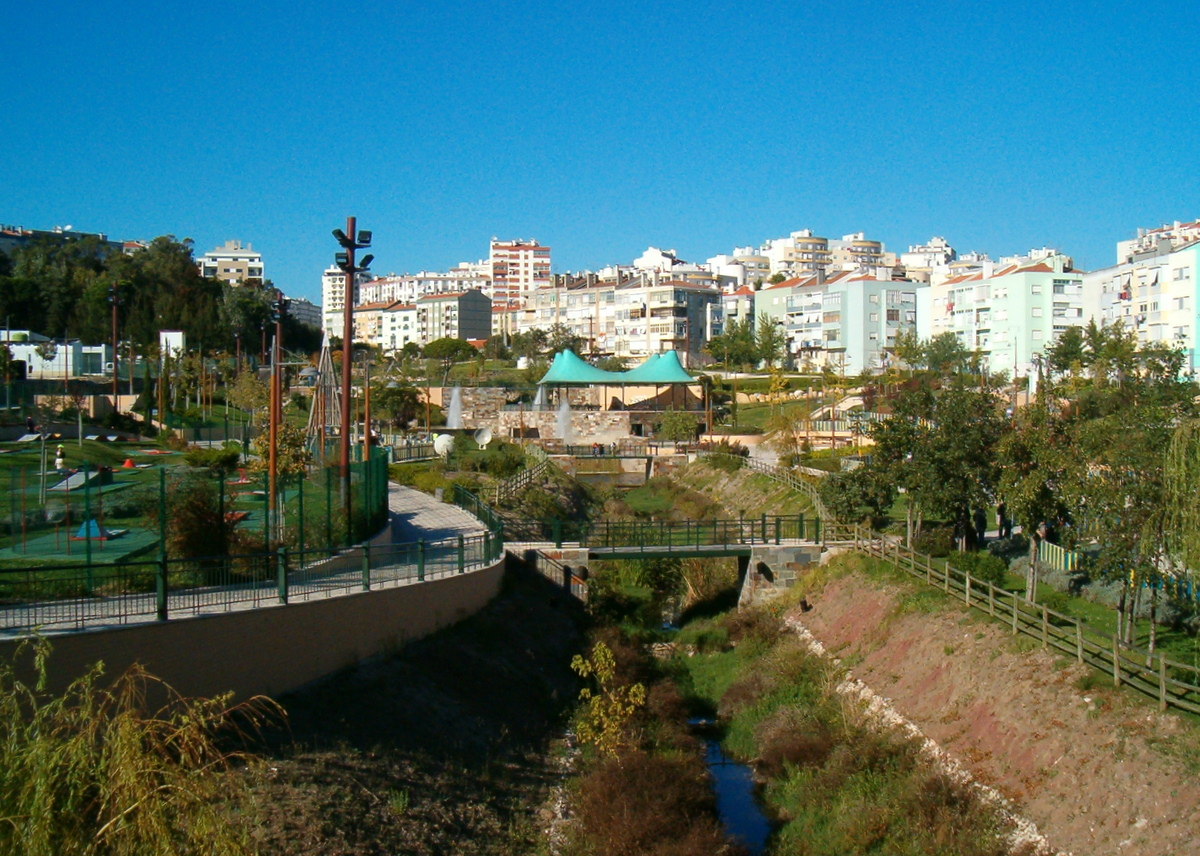
Парк «Авентура» в Амадорі
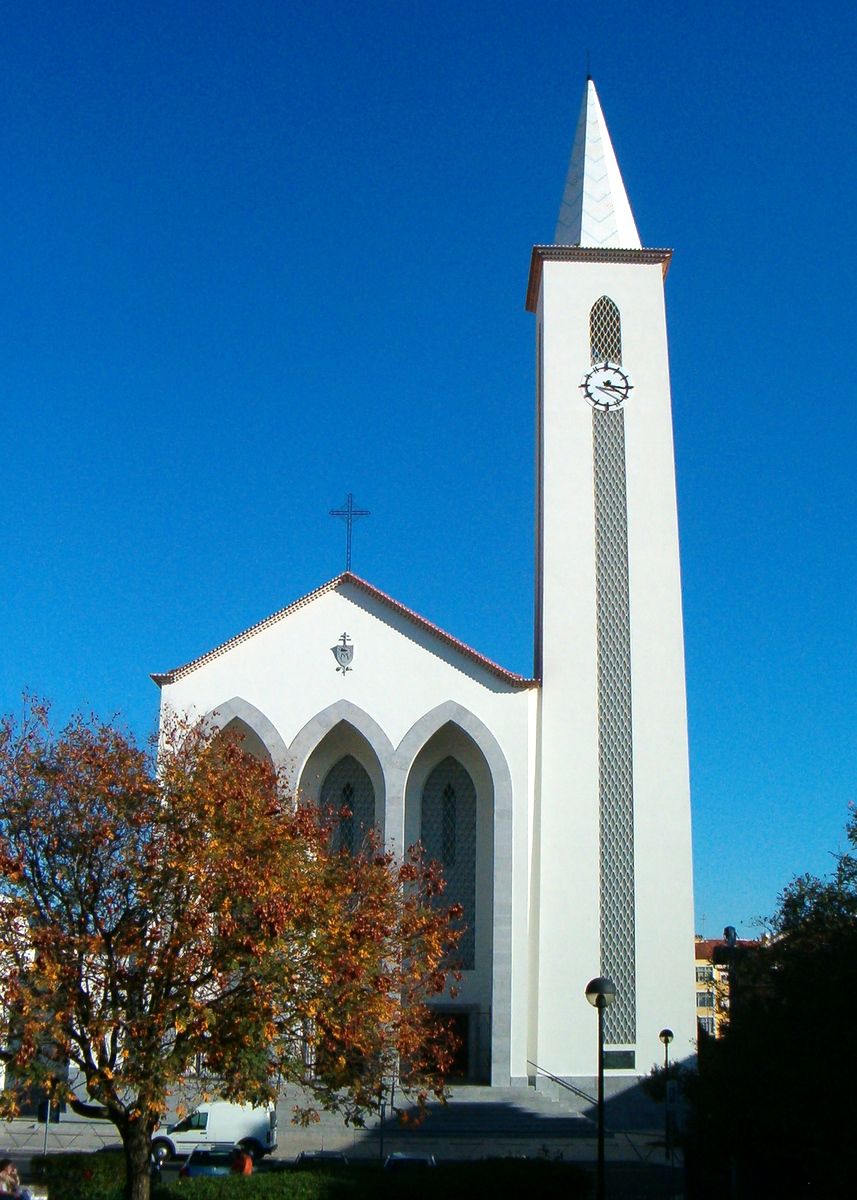
Церква «Матріж» (головна)
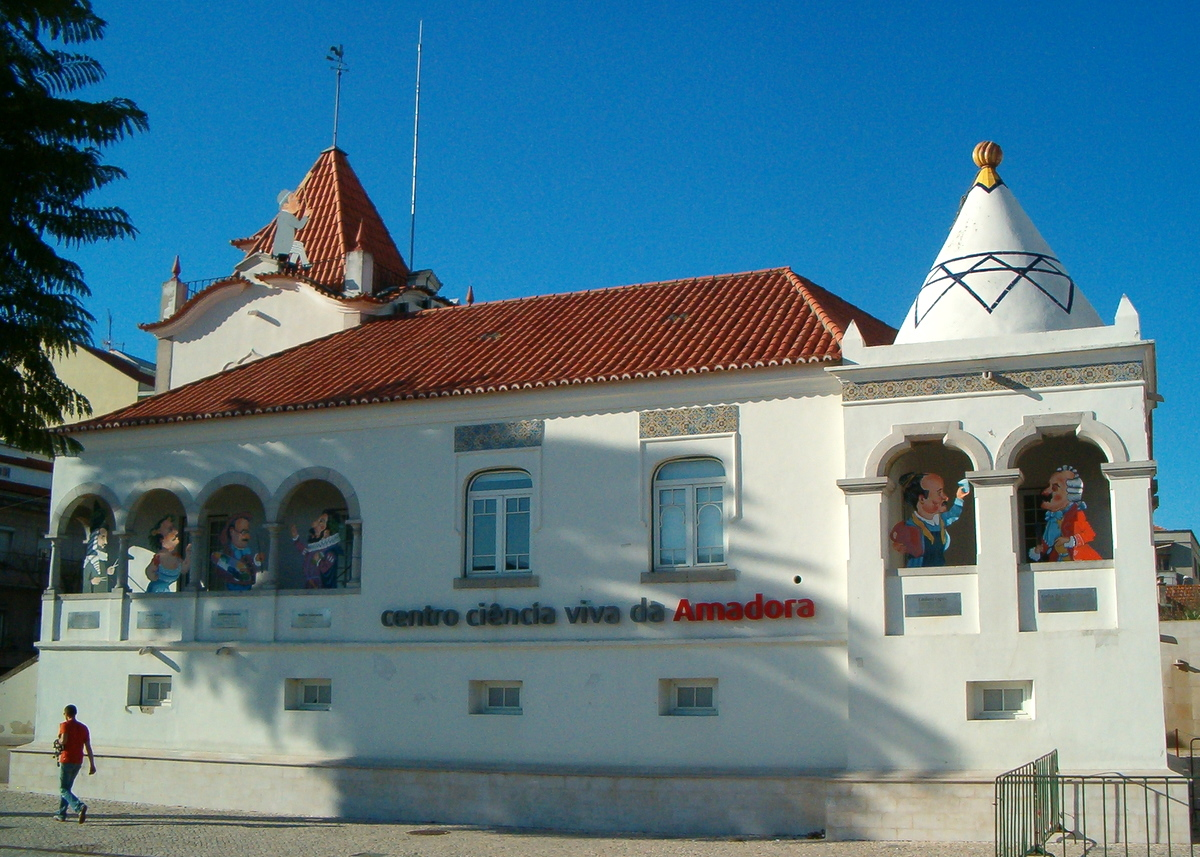
Центр «Живої науки»
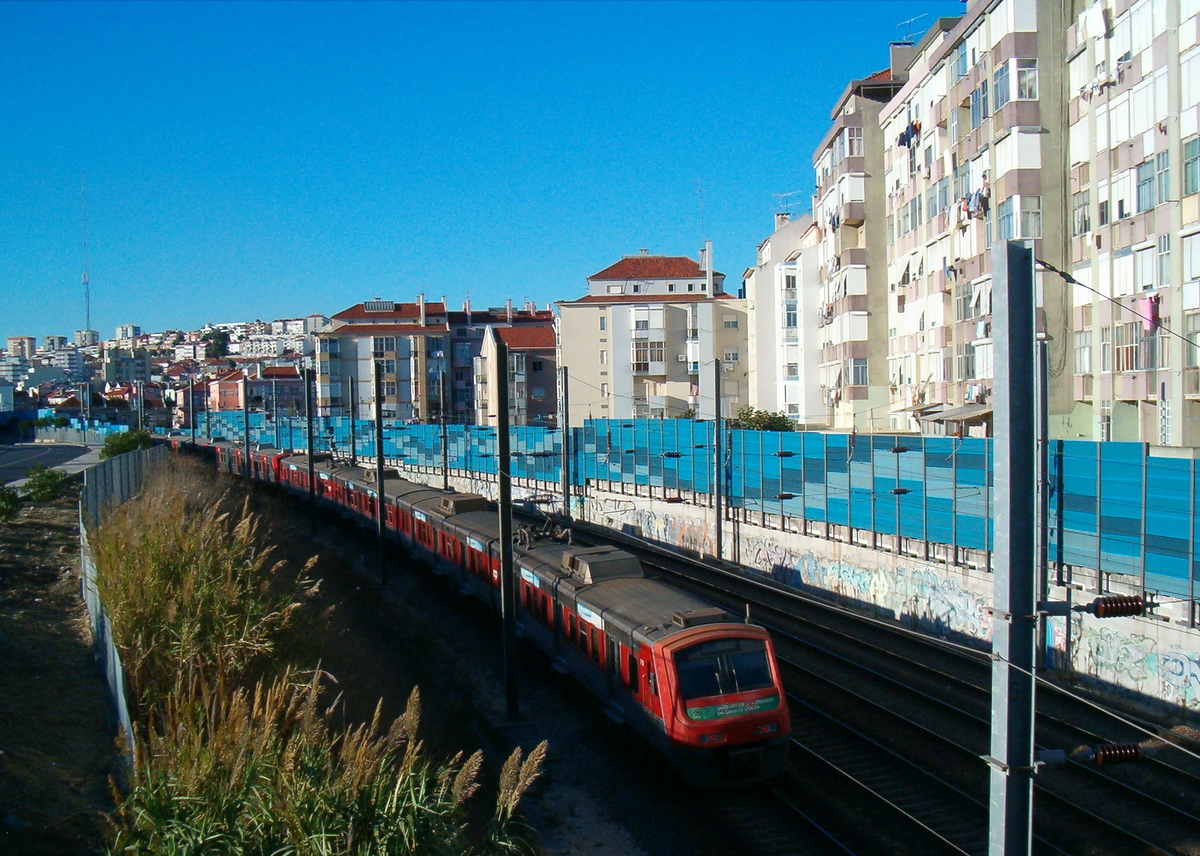
Залізниця, що з'єднує з Лісабоном